# Microthyatira decorata
Microthyatira decorata är en fjärilsart som beskrevs av Helmut Sick 1941. Microthyatira decorata ingår i släktet Microthyatira och familjen sikelvingar. Inga underarter finns listade i Catalogue of Life.